# Скідбладнір

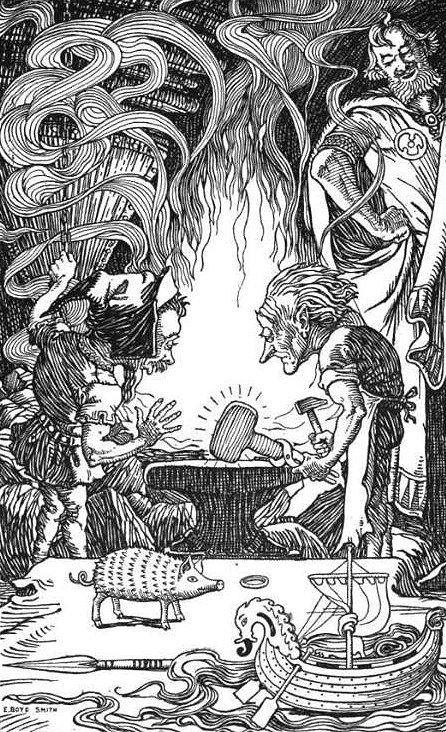
Гноми кують речі для Локі

Скідбладнір (давньосканд. Skíðblaðnir) — у скандинавській міфології Корабель асів. Номінально належав богові Фрейру.
Скідбладнір міг умістити все військо Асґарда й плавав як морем, так і сушею. Вітрила його завжди сповнюються попутнім вітром. Корабель виготовлений з багатьох дрібних частинок й настільки майстерно, що його можна скласти, як тканину, й засунути до мішка.
Скідбладнір побудували гноми Брокк та Сіндрі, сини Івальді. За іншою версією, Скідбладнір побудували не сини Івальді, а Двалін, володар гномів. Спочатку корабель належав богові Локі, але той віддав його Фрейрові навзамін за крадіжку золотого волосся богині Сіф, дружини Тора.